# Миллер, Фрэнк
Фрэнк Ми́ллер (англ. Frank Miller; род. 27 января 1957 года, Олни, Мэриленд, США) — американский кинорежиссёр, иллюстратор и автор комиксов, наиболее известный своими графическими новеллами, выполненными в стиле нуар. Является одним из самых известных, популярных и влиятельных авторов комиксов в мире. Самые известные работы Миллера включают комиксы «Сорвиголова» (англ. Daredevil), «Электра» (англ. Elektra), «Бэтмен: Год первый» (англ. Batman: Year One), «Бэтмен: Возвращение Тёмного Рыцаря» (англ. Batman: The Dark Knight Returns), «Город грехов» (англ. Sin City), «300» (англ. 300).

## Биография
Фрэнк Миллер родился в Олни, штате Мэриленд, и вырос в Монтплиер, штате Вермонт, и был пятым из семи детей в семье ирландских католиков. Его отец работал плотником/электриком, а мать медсестрой. В восьмидесятых Миллер жил в нью-йоркском районе Адская кухня, что несомненно повлияло на его творчество. Жизнь в Лос-Анджелесе девяностых вдохновила его на «Город грехов». В 2001 году Миллер снова переехал в Адскую кухню, где работал над Batman: The Dark Knight Strikes Again, в том числе и во время теракта 9/11, который произошёл всего в 4 милях от его дома.
В 2005 году Роберт Родригес и Квентин Тарантино сняли фильм «Город грехов», раскадровка которого полностью основана на рисунках Миллера. Миллер снимался в эпизодической роли священника.

## Карьера
Впервые работы Миллера были опубликованы в импринте Western Publishing — Gold Key Comics, в комиксе по лицензии телесериала «Сумеречная зона», он нарисовал «Королевский пир» (Royal Feast) в номере № 84 (июнь 1978), и «Бесконечные облака» в № 85 (июль 1978).
После небольшой работы в «Western Publishing» главный редактор Marvel, Джим Шутер, посоветовал Миллеру обратиться в DC Comics. Воодушевлённый, он пришёл в DC, и после изрядной доли критики Джо Орландо обратился к арт-директору Винсу Колетта, который распознал талант и дал ему поработать над одностраничным комиксом (хотя он так и не был размещен в Grand Comics Database). Первой опубликованной работой Миллера стал шестистраничный «Deliver Me From D-Day», с писателем Вайетом Гвионом, в Weird War Tales #64 (июнь 1978). Двухстраничная история, написанная Роджером МакКензи и озаглавленная «Медленно, болезненно, ты прокладываешь себе путь из холодных, удушающих развалин…», появилась в «Weird War Tales» № 68 (октябрь 1978). Другими ранними работами в DC были шестистраничный «The Greatest Story Never Told» и пятистраничный «The Edge Of History» в Unknown Soldier #219 (сентябрь 1978). Ещё одна первая работа Миллера на Marvel Comics, карандашная рисованная история «The Master Assassin of Mars, Part 3» в серии «John Carter, Warlord of Mars» #18 (ноябрь 1978).
В Marvel Миллер получил постоянную работу в качестве художника по обложкам для различных серий. Одной из этих работ стала обложка для Peter Parker, The Spectacular Spider-Man #27-28 (февраль-март 1978), в котором появляется Сорвиголова. В то время продажи Сорвиголовы были низкими, однако Миллер увидел что-то в персонаже, что ему понравилось, и спросил главного редактора, Джима Шутера, может ли он работать с этим комиксом на постоянной основе. Шутер согласился и сделал Миллера новым художником по эскизам (англ. penciller) этой серии.
Когда я впервые появился в Нью Йорке, у меня была стопка комиксов и эскизов с парнями в полушинелях, со старыми машинами и всем таким. [Редакторы комиксов] спросили: «Где парни в трико?» И мне пришлось научиться рисовать их. Но как только комикс пошел дальше, когда Джин Колан оставил «Сорвиголову», я понял, что это было мое призвание — делать криминальные комиксы с супергероями. Поэтому я заявил о своем желании возглавить серию, и получил её.

### Критика
Работы Миллера часто встречали хорошие отзывы. «Сорвиголова: Рожденный заново» (англ. Daredevil: Born Again) и «Бэтмен: Возвращение Тёмного Рыцаря» (англ. The Dark Knight Returns) имели успех среди критиков, а «Batman: Year One» был принят даже ещё лучше за его смелый стиль. Большинство его предыдущих работ, например «Ронин», «300» и «Город грехов» были также успешны. Однако более поздние работы Миллера были встречены с большей критикой. «Batman: The Dark Knight Strikes Again» получил весьма смешанные отзывы. «All Star Batman and Robin the Boy Wonder» был воспринят с ещё большей критикой.
Некоторые работы Миллера были обвинены в отсутствии гуманизма, особенно в вину ему ставили изобилие проституток в «Городе грехов». Когда в 2008 году была выпущена в кинопрокат картина «Мститель» — адаптация комиксов Уилла Эйснера «The Spirit», — она была встречена с большим количеством негатива, получив лишь 30 баллов из 100 на сайте Metacritic.com. Впрочем, фильм очень сильно отличался от оригинала.
Его работа «Святой Террор» (англ. Holy Terror) сильно критиковалась за своё изображение мусульман.
7 ноября 2011 года Миллер опубликовал на своем сайте статью против Occupy Movement. Эта статья была встречена критикой Алана Мура, который назвал последние работы Миллера полными гомофобии и женоненавистничества.

## Работы

### Сценарист
Сорвиголова для Marvel Comics
- Сорвиголова #158-191 (1981-83) (также художник)
- Сорвиголова #219 (1985) (художники: Джон Бускема и Герри Талаок)
- Сорвиголова #226 (1985) (в соавторстве с Деннисом О’Нилом, художники: Дэвид Маццучелли и Деннис Джэнк)
- Сорвиголова: Рожденный заново #227-233 (1985-86) (художник — Дэвид Маццучелли)
- Сорвиголова: Любовь и война (1986) (графический роман, художник — Билл Синкевич)
- Сорвиголова: Человек без страха (1993, 5 номеров) (художник — Джон Ромита-младший)
- Что если бы Сорвиголова стал агентом Щ.И.Т.а? #28 (1981, соавторство с Майком Барром, также художник)
- Команда Marvel: Игры власти! ежегодник #4 (1981)
- Что если бы Сорвиголова был не слепым, а глухим?, одностраничная шутка в комиксе Что, если…? #34 (1982, также художник)
- Электра, короткий рассказ из журнала Bizarre Adventures #28 (1981)
- Что если бы Меченый не убил Электру?, короткий рассказ для цикла Что, если…? #35 (1982, также художник)
- Электра: Убийца #1-8 (1986) (художник — Билл Синкевич)
- Электра снова жива (1990) (также художник)

Бэтмен для DC Comics
- Бэтмен. Возвращение Тёмного Рыцаря #1-4 (1986) (также художник)
- Бэтмен: Год первый #404-407 (1987) (художник — Дэвид Маццучелли
- Бэтмен: Тёмный рыцарь наносит ответный удар #1-3 (2001) (также художник)
- Бэтмен и Робин (All-Star Batman and Robin the Boy Wonder) #1-10 (2005-08) (художник — Джим Ли)
- Бэтмен: Последний крестовый поход (2016) (совместно с Брайаном Азарелло, художник — Джон Ромита-младший)
- Бэтмен: Раса господ #1-9 (2017) (совместно с Брайаном Азарелло, также художник совместно с Энди Кубертом и Клаусом Дженсоном)

Город Грехов для Dark Horse Comics (Сценарист и художник)
- Трудное прощание (1991)
- Женщина, за которую стоит убивать #1-6 (1994)
- Большая смачная резня #1-5 (1994)
- Эта жёлтая мразь #1-6 (1996)
- Семейные ценности (1997)
- Бухло, тёлки и пули (сборник 1998 года)
- До ада и обратно (История любви в Городе грехов) #1-9 (1999)

Марта Вашингтон для Dark Horse Comics (Художник и соавтор — Дэйв Гиббонс)
- Дайте мне свободу #1-4 (1990)
- Марта Вашингтон идёт на войну #1-5 (1994)
- С днём рождения, Марта Вашингтон (1995)
- Марта Вашингтон, потерянная в космосе (1995)
- Марта Вашингтон спасает мир #1-3 (1997)
- Марта Вашингтон умирает: «2095» (2007)

Другие
- Ронин #1-6 (1983) (также художник) (DC)
- Капитан Америка: Дом горит короткая история в комиксе Marvel Fanfare #18 (1984) (соавтор: Роджер Стерн) (Marvel)
- Круто сваренные #1-3 (1990) (художник — Джефф Дарроу) (Dark Horse)
- Робот-полицейский Фрэнка Миллера #1-9 (2003) (адаптация сценария Миллера 1990 года к фильму «Робот-полицейский 2» Стивена Гранта; художник — Хуан Хоса Рип) (Avatar)
- Робот-полицейский против Терминатора #1-4 (1992) (художник — Уолтер Симонсон) (Dark Horse)
- Спаун #11 (1993) (художник Тодд Макфарлейн) (Image Comics)
- Спаун/Бэтмен (1994) (художник Тодд Макфарлейн) (Image Comics)
- Большой парень и Расти, мальчик-робот #1-2 (1995) (художник — Джефф Дарроу) (Dark Horse)
- Плохой парень #1 (1997) (художник — Саймон Бизли) (Oni Press)
- 300 #1-5 (1998) (также художник) (Dark Horse)
- Священный террор (2011) (также художник) (Legendary Comics)
- Ксеркс: падение дома Дария и возвышение Александра #1-5 (2018) — предыстория и продолжение комикса 300 (также художник) (Dark Horse)

### Художник
- Сумеречная зона #84, 85 (1978) («Royal Feast» и «Endless Cloud») (Gold Key Comics)
- Джон Картер, полководец Марса #18 (1978) (сценарист — Крис Клермонт) (Marvel Comics)
- Сборник «Человек-паук Фрэнка Миллера»:
  - Захватывающий Человек-паук #27-28 (1979) (сценарист — Билл Мантло) (Marvel Comics)
  - Человек-паук и Фантастическая Четвёрка: Карма! из Команда Marvel #100 (1980) (сценарист — Крис Клермонт) (Marvel Comics)
  - Удивительный Человек-паук ежегодники #14, 15 (1980-81) (сценарист — Деннис О’Нил) (Marvel Comics)
- Marvel: Два в одном #51 (1979) «Full House--Dragons High!» (сценарист: Питер Джиллис) (Marvel)
- Сборник «Сорвиголова Фрэнка Миллера»:
  - Сорвиголова #158-161, 163—166 (1979—1980) (сценарист — Роджер Маккензи)
  - Сорвиголова #167 (1980) (сценарист — Дэвид Мичелини)
- Росомаха #1-4 (1982) (сценарист — Крис Клермонт) (Marvel Comics)

#### Фильмы
- 1990 — Робокоп 2
- 1993 — Робокоп 3
- 2003 — Сорвиголова
- 2005 — Электра
- 2005 — Город грехов
- 2006 — 300 спартанцев
- 2008 — Мститель
- 2013 — Росомаха: Бессмертный
- 2014 — 300 спартанцев: Расцвет империи
- 2014 — Город грехов 2: Женщина, ради которой стоит убивать

### Режиссёр
- Город грехов (2005)
- Мститель (2008)
- Город грехов 2: Женщина, ради которой стоит убивать (2014)

### Адаптации
- RoboCop versus The Terminator (видеоигра, 1993)
- 300: March to Glory (видеоигра, 2007)
- Бэтмен: Год первый (мультфильм) (2011)
- Бэтмен: Возвращение Тёмного рыцаря (мультфильм, 2012)